# Dom Joly

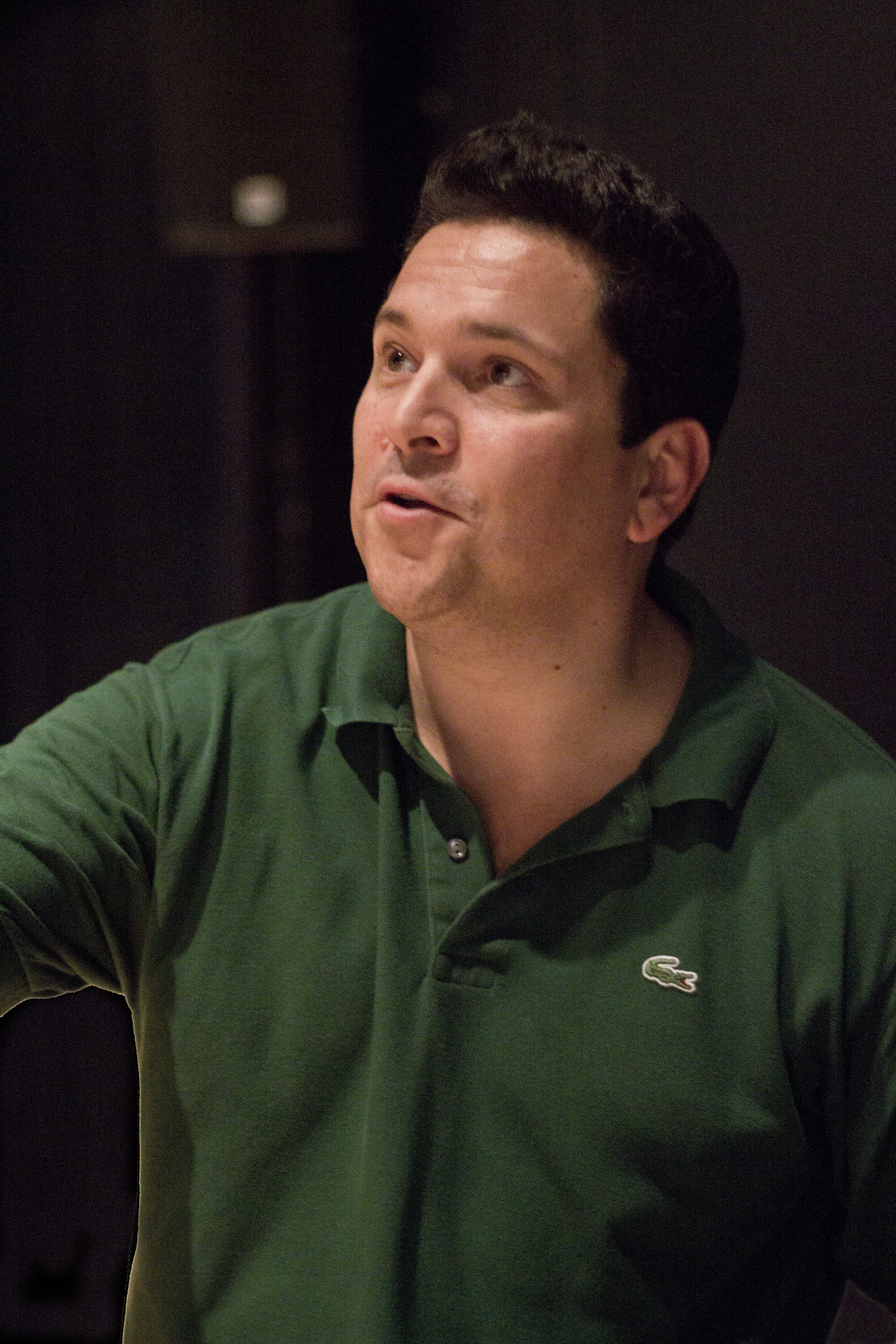
Dom Joly im Jahr 2011

Dominic John Joly (* 15. November 1968 in Beirut, Libanon) ist ein britischer Komiker und Produzent. Er wurde insbesondere durch seine Fernsehserie Trigger Happy TV bekannt.

## Leben

### Kindheit
Dom Joly wurde im Libanon geboren und spricht daher neben Englisch auch Arabisch und Französisch. Nach der Scheidung seiner Eltern 1987 zog seine Mutter mit ihm nach England, wo er in Oxford die Schule absolvierte.

### Mediale Karriere
Seine Medienkarriere begann er als Laufbursche für MTV in London, später arbeitete er als Rechercheur für die Comedyshow The Mark Thomas Comedy Product. In den späten 1990er Jahren begann er an Trigger Happy TV zu arbeiten, die zuerst vom britischen Fernsehsender Channel 4 ausgestrahlt wurde.
Joly war von 2003 bis zur Einstellung der Zeitung im Jahr 2016 Kolumnist für The Independent on Sunday.
„This is Dom Joly“ war eine Parodie-Talkshow von Dom Joly, die ursprünglich 2003 auf BBC Three ausgestrahlt wurde.
„World Shut Your Mouth“ war eine Fernsehserie mit versteckter Kamera und Joly in der Hauptrolle. Sie lief 2005 freitagabends auf BBC One.
Bei den Olympischen Sommerspielen 2008 in Peking war Joly als Sonderkorrespondent für den Independent tätig, während seines Aufenthalts in Peking war er außerdem täglich in der Sendung Drive auf Five Live zu hören.
Im Herbst/Winter 2010 nahm er an I’m a Celebrity…Get Me Out of Here!, dem britischen Pendant zu Ich bin ein Star – Holt mich hier raus!, teil. Im selben Jahr veröffentlichte Joly ein Reisebuch mit dem Titel The Dark Tourist: Sightseeing in the World's Most Unlikely Holiday Destinations, d In dem Buch reist Joly an Orte, die Zeugen großer Tragödien waren, darunter Tschernobyl, das er am 4. Mai 2009 besuchte, seine Heimat Libanon, Nordkorea, verschiedene Orte in den Vereinigten Staaten, darunter die Schauplätze berühmter Attentate, die Killing Fields in Kambodscha und den Iran für einen Skiurlaub. Das Buch wurde am 2. September 2010 in Großbritannien veröffentlicht.
2012 veröffentlichte Joly sein zweites Reisebuch, Scary Monsters and Super Creeps. Darin bereist er die Welt auf der Suche nach sechs Kryptiden wie Bigfoot und dem Yeti.
2019 veröffentlichte Joly das Reisebuch The Hezbollah Hiking Club, in dem er seine Wanderung durch den Libanon mit zwei Freunden dokumentiert.
Im Jahr 2023 veröffentlichte Joly das Buch The Conspiracy Tourist, in dem er durch die Welt reist, um Verschwörungstheorien und die Menschen, die an sie glauben, zu erforschen, darunter QAnon, die Jagd nach UFOs in Roswell, die Verfolgung von Alex Jones von Info Wars in Austin, den Versuch, die Existenz Finnlands zu beweisen, und die Begleitung eines Flat-Earther an den Rand der Welt.

### Politische Laufbahn
Bei den britischen Parlamentswahlen 1997 trat Joly im Wahlkreis Kensington and Chelsea gegen Alan Clark an. Er lieh sich Hunderte von Teddybärenkostümen aus, inszenierte Scheinproteste in Westminster und wurde mit 218 Stimmen (0,6 %) Fünfter von neun Kandidaten.

### Privates
Dom Joly ist mit Stacey, einer kanadischen Grafikdesignerin, verheiratet und hat eine Tochter namens Parker sowie einen Sohn namens Jackson.

## Filmografie
Serien
- Trigger Happy TV
- World Shut Your Mouth
- Happy Hour
- The Complainers
- Made in Britain

## Werke
- Look at Me, Look at Me! Bloomsbury Publishing, London 2005, ISBN 0-7475-7760-9 (englisch).